# Bernièrids
Els bernièrids (Bernieridae) són un clade d'ocells de l'ordre dels passeriformes que modernament ha rebut la categoria de família, formada per aus petites, habitants del medi forestal, endèmiques de Madagascar.
Fins fa poc, aquestes aus eren assignades a diferents famílies, malgrat que ja en 1934 s'havia proposat la seva monofília (Salomonsen 1934). Les assignacions tradicionals, però, es van mantenir debut a la interpretació equívoca de caràcters que en realitat són ocasionats per casos de convergència evolutiva. D'aquesta manera les diferents espècies van ser assignades als picnonòtids (Pycnonotidae), timàlids (Timaliidae) i sílvids (Sylviidae). Els bernièrids quedaven així situats junt amb altres espècies que en realitat no estan relacionades amb ells, però amb les quals coincideixen en detalls morfològics o ecològics.
L'agrupament d'aquestes espècies va ser acceptat basant-se en les anàlisis de seqüències nucleòtiques — d'ADN mitocondrial de citocromo b i de RNA ribosòmic 16S (Cibois et al. 1999, 2001), així com d'ADN nuclear dels exons RAG-1 i RAG-2 (Beresford et al. 2005).

## Llista de gèneres i espècies
La classificació del Congrés Ornitològic Internacional (versió 111, 2021) reconeix 8 gèneres amb 11 espècies:
- Gènere Oxylabes amb una espècie: tetraka bru (Oxylabes madagascariensis).
- Gènere Bernieria amb una espècie: tetraka becllarg (Bernieria madagascariensis).
- Gènere Cryptosylvicola amb una espècie: tetraka críptic (Cryptosylvicola randrianasoloi).
- Gènere Hartertula amb una espècie: tetraka cuafalcat (Hartertula flavoviridis).
- Gènere Thamnornis amb una espècie: kiritika (Thamnornis chloropetoides).
- Gènere Xanthomixis amb 4 espècies.
- Gènere Crossleyia amb una espècie: tetraka cellut (Crossleyia xanthophrys).
- Gènere Randia amb una espècie: ràndia (Randia pseudozosterops).